# Familia Menier

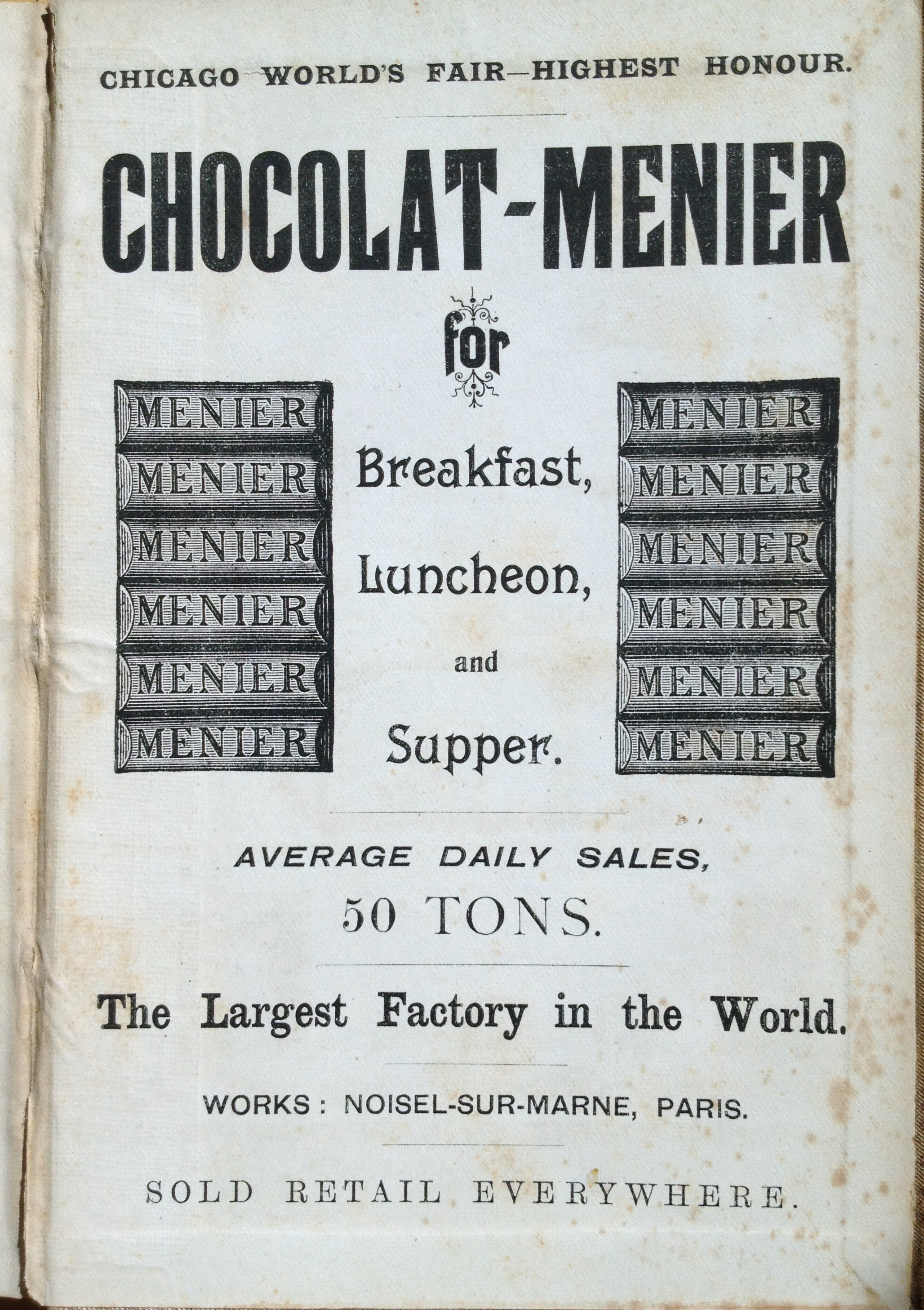
La familia creó la empresa Chocolat Menier, un imperio chocolatero que estuvo vigente hasta finales del.

La familia Menier es una dinastía de chocolateros franceses afincados en Noisiel, Francia. Iniciaron sus andaduras como farmacéuticos en la ciudad de París en el año 1816. Tras los éxitos de sus ventas expandieron el negocio en Londres, Inglaterra, y Nueva York, Estados Unidos. La empresa Chocolat Menier permaneció bajo el control de la familia hasta 1965. En la actualidad forma parte del grupo Nestlé.

## Miembros de la familia
La familia tuvo en propiedad diversos locales en Noisiel, Houlgate, Cannes, y Vauréal así como el famoso Château de Chenonceau en el Valle del Loira.
- Antoine Brutus Menier (1795-1853)
- Emile-Justin Menier (1826-1881)
- Henri Menier (1853-1913)
- Gaston Menier (1855-1934)
- Hubert Menier (1910-1959)
- Antoine Gilles Menier (1904-1967)